# Martine Ducroz
Martine Ducroz (23 gennaio 1957) è un'ex sciatrice alpina francese.

## Biografia
Sciatrice polivalente originaria di Chamonix, Martine Ducroz nella stagione 1972-1973 in Coppa Europa si aggiudicò la classifica di slalom gigante, mentre in quella generale e in quella di slalom speciale fu 2ª; in Coppa del Mondo esordì il 6 dicembre 1973 a Val-d'Isère in discesa libera (47ª), ottenne il primo piazzamento il 6 gennaio 1974 a Pfronten in slalom gigante (7ª), il miglior risultato (nonché ultimo piazzamento a punti) il 1º marzo 1975 a Garibaldi nella medesima specialità (5ª), l'ultimo piazzamento il 7 gennaio 1976 a Meiringen in discesa libera (50ª) e prese per l'ultima volta il via il 25 gennaio seguente a Kranjska Gora in slalom gigante, senza completare la prova. Non prese parte a rassegne olimpiche o iridate.

## Palmarès

### Coppa del Mondo
- Miglior piazzamento in classifica generale: 25ª nel 1975

### Coppa Europa
- Miglior piazzamento in classifica generale: 2ª nel 1973[1]
- Vincitrice della classifica di slalom gigante nel 1973[1]